# حمى لا تستطيع أن تتجاوزها
حمّى لا تستطيع أن تتجاوزها (بالإنجليزية: A Fever You Can't Sweat Out)‏ هو أول ألبوم استوديو لفرقة البوب روك الأمريكية بانيك! آت ذا ديسكو. أنتج الألبوم مات سكواير وأصدرته Decaydance وفيولد باي رامن يوم 27 ستنبر 2005. تكونت المجموعة في لاس فيغاس سنة 2004 وبدأت بنشر نسخ تجريبية موسيقية على الأنترنيت، والتي جذبت انتباه بيت وينتز عازف البيس في فرقة فول آوت بوي. وقعت الفرقة مع فرع النشر الخاص بوينتز Decaydance قبل أدائهم أي عروض مباشرة. هو الألبوم الوحيد الذي صدر خلال وقت عضوية عازف البيس الأصلي برينت ويلسون في الفرقة، لكن طبيعة مشاركته في عملية الكتابة والتسجيل أصبحت حجة لطرده من المجموعة وسط سنة 2006.
سجل الألبوم بميزانية قليلة في استوديوهات SOMD! في كوليج بارك، ماريلاند خلال عدة أسابيع في يونيو 2005، وقد تخرج أعضاء المجموعة من الثانوية قبل ذلك بشهر فقط. كتب عازف القيثارة الرئيسي والمغني الخلفي ريان روس كلمات الألبوم، والذي يغطي مشاكل اجتماعية ومواضيع مثل قدسية الزواج، الخيانة الزوجية، الصحة النفسية، الكحولية، والدعارة. ينقسم الألبوم من ناحية الأسلوب لقسمين؛ يتكون النصف الأول أساسا من أغاني بوب بانك مع مكونات من الموسيقى الإلكترونية، بينما يوظف النصف الثاني آلات أكثر تقليدية مع تاثيرات من بوب الباروك.
عرف الألبوم عند صدوره نجاحا تجاريا، بحيث بلغت أغنيته المنفردة الثانية الناجحة «أكتب الذنوب لا المآسي» (I Write Sins Not Tragedies) ترتيب الأغاني العشر الأوائل في الولايات المتحدة. ساعدت الأغنية على رفع المبيعات بحيث بلغ مجموعها سنة 2001 في الولايات المتحدة 1,8 مليون، مما جعلها أفضل عمل تصدره المجموعة من ناحية المبيعات. بالرغم من مبيعات الألبوم اختلف الناقدون الموسيقيون في أمره، بحيث أثنى العديد منهم على أغانيه التي تنحفظ في الذاكرة بسرعة بينما شكك آخرون في أصليته. روجت الفرقة للألبوم في جولة Nintendo Fusion قبل أول جولة تكون فيها الفرقة الرئيسية «لا توجد قافية تناسب سيرك» (Nothing Rhymes With Circus). تطورت شهادة رابطة صناعة التسجيلات الأمريكية للألبوم لشهادتين بلاتينيتين في أواخر سنة 2015 لبيعه مليوني نسخة.

## روابط خارجية
- حمى لا تستطيع أن تتجاوزها على موقع أول موفي (الإنجليزية)